# 沙特莱剧院

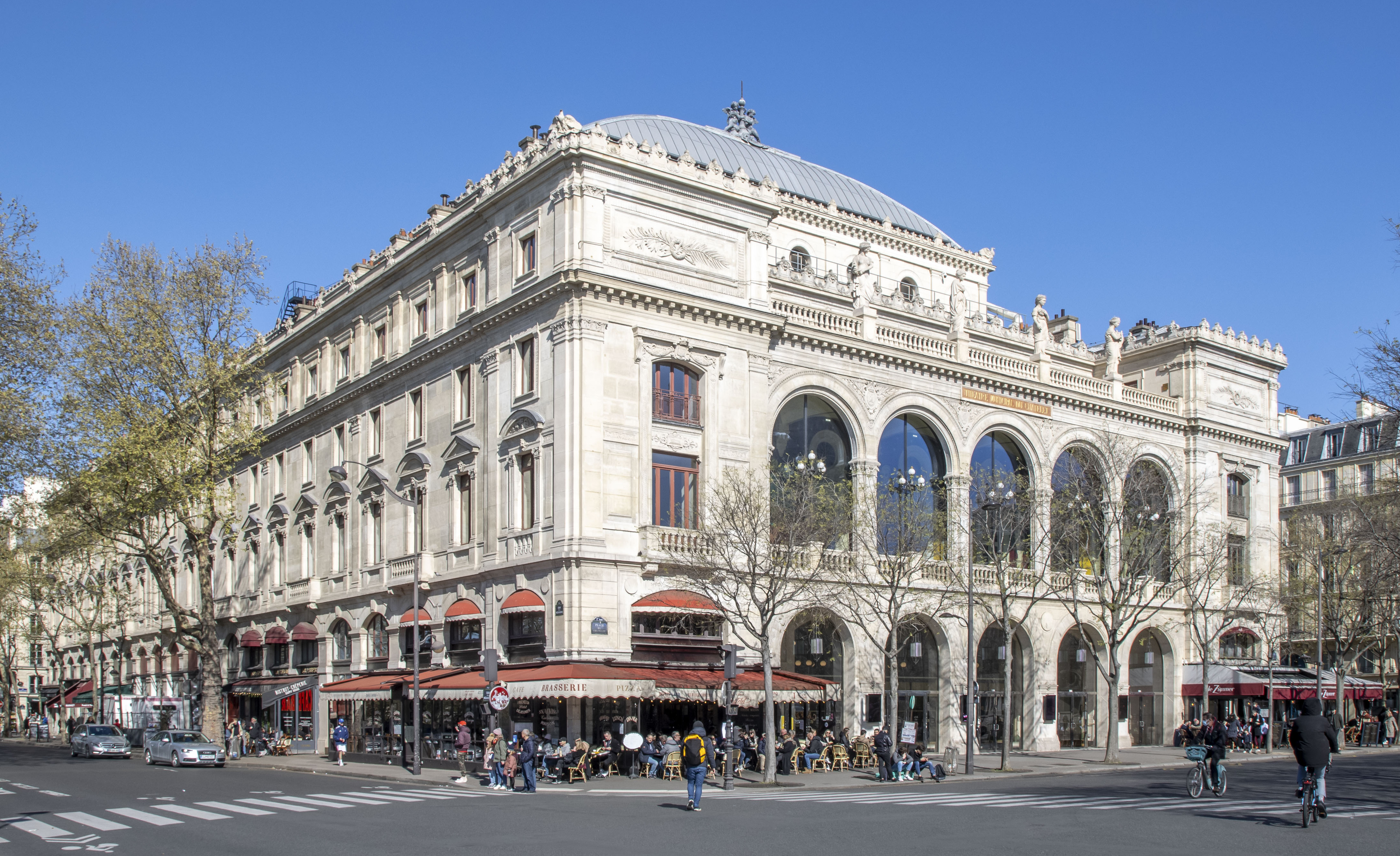

沙特萊劇院（法語：Théâtre du Châtelet）是位於法國首都巴黎中心区（原第1區）沙特莱广场的一個劇院，有2500個座位。沙特萊劇院開始建設於1860年，在1862年竣工。

## 外部連結
- Official website （页面存档备份，存于）
- Floormic Profile （页面存档备份，存于）